# Ștefan Geamănu
Ștefan Geamănu (n. 24 iunie 1985) este un politician român, ales în 2024 senator din partea partidului Alianța pentru Unirea Românilor (AUR).  

## Carieră politică

### Senator (2024–prezent)

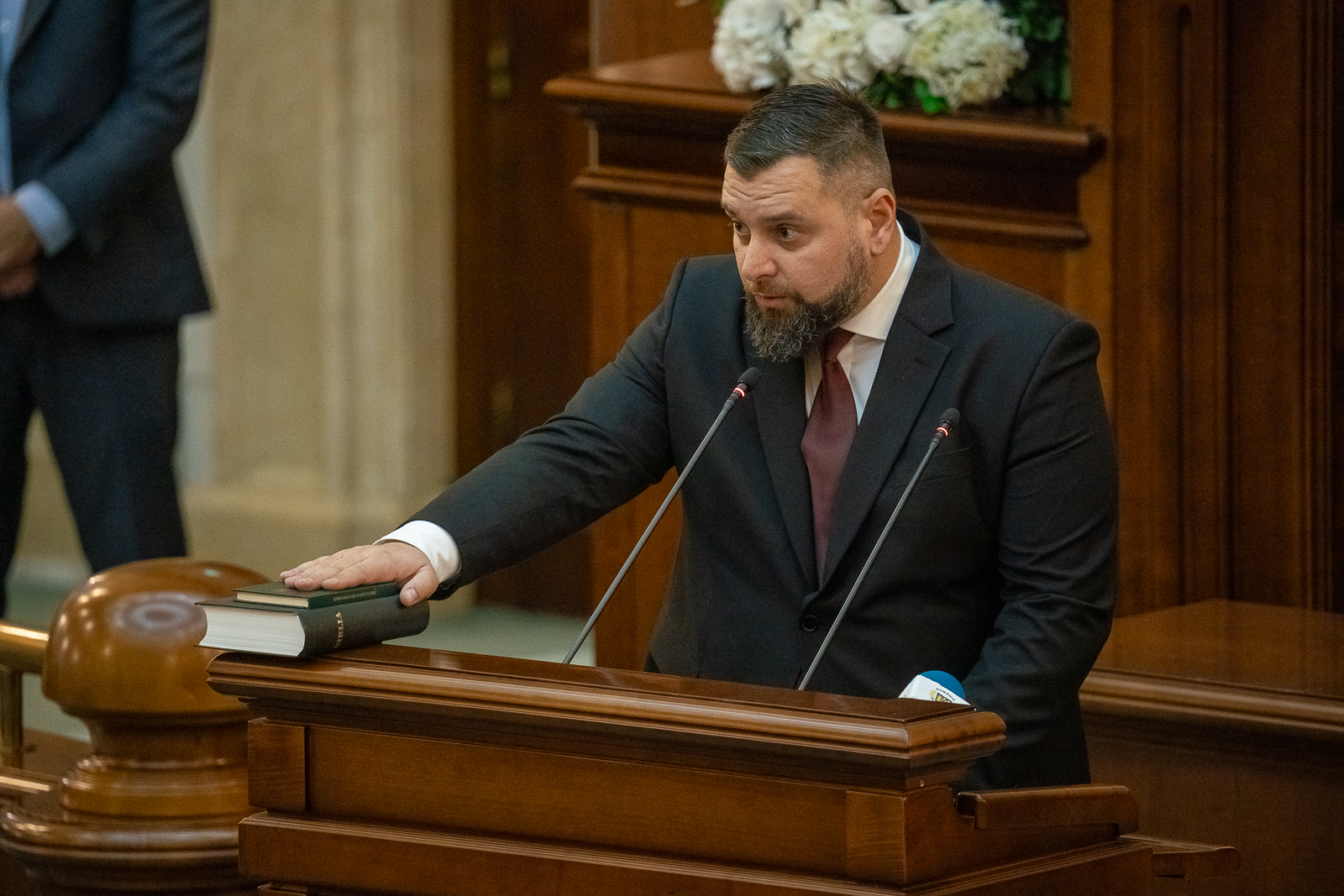
Geamănu depunând jurământul în Senat, 21 decembrie 2024

În urma alegerilor parlamentare din 2024 pe 1 decembrie, Geamănu a fost ales membru al Senatului României, în circumscripția nr. 48 diaspora, preluând mandatul pe 21 decembrie. Ca senator este membru al Comisiei pentru sănătate, precum și al Comisiei pentru românii de pretutindeni. În plus, începând cu 25 martie 2025, Geamănu este membru al grupului parlamentar de prietenie cu Germania.